# Граф Хоффмана — Синглтона

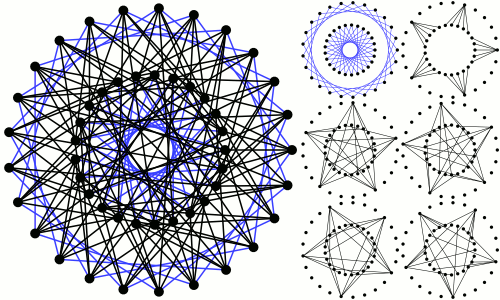
Граф Хоффмана — Синглтона. Подграф с синими рёбрами является суммой десяти непересекающихся пентагонов.

Граф Хоффмана — Синглтона — 7-однородный неориентированный граф с 50 вершинами и 175 рёбрами. Граф является единственным сильно регулярным графом с параметрами {\displaystyle (50,7,0,1)}. Граф был построен Аланом Хоффманом и Робертом Синглтоном, когда они пытались классифицировать все графы Мура, и он является графом Мура с наибольшим порядком, для которого известно, что такой граф существует. Поскольку граф является графом Мура, в котором каждая вершина имеет степень 7, а обхват графа равен 5, граф является клеткой {\displaystyle (7,5)}.

## Построение
Существует много путей построения графов Хоффмана — Синглтона.

### Построение на основе пятиугольников и пентаграмм
Возьмём 5 пятиугольников {\displaystyle P_{h}} и 5 пентаграмм {\displaystyle Q_{i}} так, что вершина {\displaystyle j} пятиугольника {\displaystyle P_{h}} смежна вершинам {\displaystyle j-1} и {\displaystyle j+1} пятиугольника {\displaystyle P_{h}} и вершина {\displaystyle j} пентаграммы {\displaystyle Q_{i}} смежна вершинам {\displaystyle j-2} и {\displaystyle j+2} пентаграммы {\displaystyle Q_{i}}. Свяжем вершину {\displaystyle j} графа {\displaystyle P_{h}} с вершиной {\displaystyle h\bullet {i}+j} графа {\displaystyle Q_{i}}. (Все индексы берутся по модулю 5.)

### Построение из троек и плоскостей Фано
Возьмём плоскость Фано и рассмотрим переставки её 7 точек, чтобы получить 30 плоскостей Фано. Выберем одну из этих плоскостей. Имеется 14 других плоскостей Фано, имеющих в точности одну общую тройку («прямую») с выбранной плоскостью. Возьмём эти 15 плоскостей Фано и отбросим оставшиеся 15. Рассмотрим 7C3 = 35 троек из 7 чисел. Теперь соединим (ребром) тройку с плоскостями Фано, содержащими эту тройку, а также соединим непересекающиеся тройки друг с другом. Получившийся граф является графом Хоффмана — Синглтона, он состоит из 50 вершин, соответствующих 35 тройкам и 15 плоскостям Фано, и каждая вершина имеет степень 7. Вершины, соответствующие плоскостям Фано, соединены с 7 тройками по определению, поскольку плоскость Фано имеет 7 прямых. Каждая тройка связана с 3 различными плоскостями Фано, включающими её, и с 4 другими тройками, с которыми она не пересекается.

## Алгебраические свойства
Группа автоморфизмов графа Хоффмана — Синглтона является группой порядка 252000 и изоморфна PΣU(3,52), полупрямому произведению проективной специальной унитарной группы {\displaystyle PSU(3,5^{2})} и циклической группы порядка 2, сгенерировнной эндоморфизмом Фробениуса. Автоморфизм действует транзитивно на вершины и рёбра графа. Таким образом, граф Хоффмана — Синглтона является симметричным графом. Стабилизатор вершин графа изоморфен симметрической группе {\displaystyle S_{7}} на 7 буквах. Стабилизатор множества рёбер изоморфен {\displaystyle Aut(A_{6})=A_{6}\cdot 2^{2}}, где {\displaystyle A_{6}} — знакопеременная группа на 6 буквах. Оба типа стабилизаторов являются максимальными подгруппами полной группы автоморфизмов графа Хоффмана — Синглтона.
 Характеристический многочлен графа Хоффмана — Синглтона равен {\displaystyle (x-7)(x-2)^{28}(x+3)^{21}}. Таким образом, граф Хоффмана — Синглтона является целочисленным — его спектр состоит полностью из целых чисел.

## Подграфы
Используя только факт, что граф Хоффмана — Синглтона является строго регулярным с параметрами {\displaystyle (50,7,0,1)}, можно показать, что в нём существует 1260 циклов длины 5.
Кроме того, граф Хоффмана — Синглтона содержит 525 копий графа Петерсена. Удаление одного из них даёт копию единственной {\displaystyle (6,5)}-клетки.